# George Mooradian
George Mooradian ist ein US-amerikanischer Kameramann, der vor allem an B-Filmen mitwirkte.

## Leben
Mooradian nahm ein Studium der Ökonomie an der University of Georgia auf, wechselte dann aber an die Art School der Ohio University. Erst Erfahrungen im Filmgeschäft sammelte er in den 1970er Jahren in verschiedenen Positionen. Er begann als gaffer, war dann u. a. für die assistant camera verantwortlich und arbeitete später als camera operator.
Der erste Film, bei dem Mooradian als Chefkameramann tätig war, ist der 1988 gedrehte Kriminalfilm Ronald Biggs – Gefangen in Rio. Die Regie führte Lech Majewski. 1991 folgte mit Kickboxer 2 – Der Champ kehrt zurück sein zweiter Film, der auch die erste Kooperation mit Albert Pyun darstellte. Es folgten mehrere gemeinsame Projekte, allesamt B-Filme, wie bspw. die Nemesis-Filmreihe. Ein anderer Regisseur, mit dem Mooradian bei einigen Filmen zusammenarbeitete, ist Louis Morneau.
Der 2005 inszenierte The Circle wurde von Mooradian nach eigenen Angaben in einer einzigen Gesamtaufnahme gefilmt.
Seit 2004 ist er vornehmlich für verschiedene Fernsehserien tätig. So war er u. a. von 2004 bis 2009 an 84 Folgen von Immer wieder Jim beteiligt. Für diese Arbeit wurde er in dieser Zeit viermal für den Emmy nominiert. 2013, 2014 und 2016 folgte je eine weitere Nominierung.
Mooradian ist verheiratet und Vater von vier Kindern.

## Filmografie (Auswahl)
- 1988: Ronald Biggs – Gefangen in Rio (Prisoner of Rio)
- 1991: Kickboxer 2 – Der Champ kehrt zurück (Kickboxer 2: The Road Back)
- 1991: Dollman – Der Space-Cop! (Dollman)
- 1992: Nemesis
- 1994: Kickboxer 4 – The Aggressor (Kickboxer 4: The Aggressor)
- 1995: Nemesis 2 – Die Vergeltung (Nemesis 2: Nebula)
- 1996: Nemesis 3 – Die Entscheidung (Nemesis III: Prey Harder)
- 1996: Ultimate Chase – Die letzte Jagd (Adrenalin: Fear the Rush)
- 1996: Omega Doom
- 1996: Nemesis 4 – Engel des Todes (Nemesis IV)
- 1997: Retroactive
- 1998: Sanctuary
- 1998: Serial Killer
- 1998: Love Kills
- 1999: Bloodsport IV – The Dark Kumite (Bloodsport: The Dark Kumite)
- 1999: Made Men
- 1999: Bats – Fliegende Teufel (Bats)
- 1999: Mein Partner mit der kalten Schnauze 2 (K-911)
- 2003: Hitcher Returns (The Hitcher II: I've Been Waiting)
- 2004: Crazy as Hell
- 2004–2009: Immer wieder Jim (According to Jim, Fernsehserie)
- 2005: The Circle
- 2005: Pterodactyl – Urschrei der Gewalt (Pterodactyl)
- 2005: Heart of the Beholder
- 2011–2012: Happily Divorced (Fernsehserie)
- 2011–2015: The Exes (Fernsehserie)
- 2015–2016: Best Friends – Zu jeder Zeit (Best Friends Whenever, Fernsehserie)
- 2017: The Carmichael Show (Fernsehserie)